# 西布伦

西布伦支派的象征

西布伦是父亲雅各的第十个儿子，母亲利亚所生的第六个儿子，名字的意思是"同住"（创世记,30:10、20）。也是以色列十二支派中的西布伦支派的祖先。
他父亲雅各临终前给他的祝福是：西布伦必住在海边，必成为停船的海口；他的境界必延到西顿。（创世记49:13）
摩西第一次核计民数时，西布伦支派有41500名战士（民数记1;9）。第二次核计时有60500人（民数记26;27）。  
摩西论西布伦说，西布伦哪，你出外可以欢喜；（申命记33:18）
西布伦支派在迦南美地分到了耶斯列平原的一部分，西北面是亚设支派，东南面是以萨迦支派，东北面是拿弗他利支派。 
| 雅各和各个妻妾所生的子女及出生次序 |                    |                    |                    |                    |                    |                    |                    |                    |                    |            |               |           |           |             |              |              |
| 利亚                               | 利亚               | 利亚               | 利亚               | 利亚               | 利亚               | 利亚               | 利亚               | 利亚               | 利亚               | 流便（1）  | 西缅（2）     | 利未（3） | 犹大（4） | 以萨迦（9） | 西布伦（10） | 底拿（女儿） |
| 拉结                               | 拉结               | 拉结               | 拉结               | 拉结               | 拉结               | 拉结               | 拉结               | 拉结               | 拉结               | 约瑟（11） | 便雅悯（12）  |           |           |             |              |              |
| 辟拉（拉结的侍女）                 | 辟拉（拉结的侍女） | 辟拉（拉结的侍女） | 辟拉（拉结的侍女） | 辟拉（拉结的侍女） | 辟拉（拉结的侍女） | 辟拉（拉结的侍女） | 辟拉（拉结的侍女） | 辟拉（拉结的侍女） | 辟拉（拉结的侍女） | 但（5）    | 拿弗他利（6） |           |           |             |              |              |
| 悉帕（利亚的侍女）                 | 悉帕（利亚的侍女） | 悉帕（利亚的侍女） | 悉帕（利亚的侍女） | 悉帕（利亚的侍女） | 悉帕（利亚的侍女） | 悉帕（利亚的侍女） | 悉帕（利亚的侍女） | 悉帕（利亚的侍女） | 悉帕（利亚的侍女） | 迦得（7）  | 亚设（8）     |           |           |             |              |              |